# Робърт Гръбс
Робърт Хауърд Гръбс (на английски: Robert Howard Grubbs) (1942-2021) е американски химик, лауреат на Нобелова награда за химия от 2005 г. за работата му по олефиновата метатеза.

## Ранен живот и образование
Гръбс е роден на 27 февруари 1942 г. във ферма в окръг Маршъл, Кентъки, близо до Калвърт Сити. След края на Втората световна война семейството се премества в град Падука, където Робърт завършва средното си образование.
След това е приет във Флоридския университет, където първоначално възнамерява да учи селско стопанство. Все пак, той е убеден от професор Мерл Батист да запише органична химия. При него Гръбс започва да се интересува от възникването на химичните реакции. През 1963 г. получава бакалавърска степен, последвана от магистърска степен през 1965 г.
След това Гръбс се премества в Колумбийския университет, където работи с Роналд Бреслоу върху антиароматичността на циклобутадиена. Тази работа възбужда интереса му към металите и металоорганичните съединения, съдържащи въглерод-метални връзки. През 1968 г. защитава докторската си дисертация.

## Научна дейност
Гръбс работи като сътрудник на Националните институти по здравеопазване в Станфордския университет в периода 1968 – 1969 г. Там той започва систематично да изследва каталитичните процеси в металоорганичната химия, която по това време е относително нова област на проучване.
През 1969 г. е назначен в Мичиганския щатски университет, където започва да работи по олефиновата метатеза. До 1973 г. е асистент, а от 1973 до 1978 г. е доцент в университета. През 1975 г. заминава за Института „Макс Планк“ за въглищни изследвания в Мюлхайм ан дер Рур, Германия, след като получава стипендия от фондацията „Александър фон Хумболт“.
През 1978 г. Гръбс започва работа в Калифорнийския технологичен институт като професор по химия. Изследванията му са основно в областта на металоорганичната химия и синтетичната химия и засягат най-вече разработването на нови катализатори за олефиновата метатеза. При нея, катализаторът се използва за разрушаване на връзките на въглеродните молекули, които след това могат да образуват нови химични връзки по различен начин, създавайки нови съединения с уникални свойства. Техниката може да използва за получаването на полимери, фармацевтични и нефтохимически продукти и има широко приложение в съответните промишлености.
Гръбс играе ключова роля в разработването на група рутениеви катализатори (сред които и т. нар. катализатор на Гръбс) за олефинова метатеза. Той допринася и за развиването на „живата полимеризация“, при която способността за прекратяване на полимеризационната реакция се премахва. Полимерът продължава да се репликира, докато не се внесе потискащ агент. Работата му кулминира в появата на първото поколение катализатор на Гръбс през 1995 г., днес наличен в търговската мрежа. По-късно са разработени и второ поколение катализатори. Освен това, Гръбс приема подхода на зелената химия при катализаторите си, за да намали риска за създаване на опасни вторични продукти.

## Личен живот
Докато е в Колумбийския университет, Гръбс се среща с бъдещата си жена, Хелън О'Кейн, от която има три деца.